# Silvino García Martínez
Silvino García Martínez (ur. 4 lipca 1944 w Hawanie) – kubański szachista i trener szachowy (FIDE Senior Trainer od 2007), pierwszy arcymistrz w historii tego kraju (tytuł otrzymał w 1975 roku).

## Kariera szachowa
Od połowy lat 60. XX wieku do połowy 80. należał do ścisłej czołówki kubańskich szachistów. Czterokrotnie zwyciężał w finałach indywidualnych mistrzostw Kuby, w latach 1968, 1970, 1973 i 1979. Pomiędzy 1966 a 1986 r. dziesięciokrotnie (w tym raz na I szachownicy) wystąpił na szachowych olimpiadach, w 1978 r. zdobywając w Buenos Aires brązowy medal za indywidualny wynik na V szachownicy. W 1971 r. zdobył tytuł drużynowego wicemistrza państw panamerykańskich. Był również czterokrotnym reprezentantem kraju na drużynowych mistrzostwach świata studentów.
Do jego sukcesów na arenie międzynarodowej należały m.in.: I m. w turnieju rozegranym w trzech kubańskich miastach (Cárdenas, Matanzas i Santa Clara) w 1968 r., dz. III m. w memoriale Akiby Rubinsteina w Polanicy-Zdroju (1974, za Władimirem Karasiowem i Nino Kirowem, wspólnie z Aleksiejem Suetinem), I m. w Hawanie (1978), III m. w Bayamo (1984, za Alonso Zapatą i Guillermo García Gonzálezem), dz. I-II m. w Medellín (1979), dz. II m. w memoriale Jose Raula Capablanki w Hawanie (1985, za Borislavem Ivkovem, wspólnie z Amadorem Rodriguezem, Jaime Sunye Neto i Juanem Manuelem Bellonem Lopezem, dz. I m. w Mislacie (1999, wspólnie z m.in. Olegiem Korniejewem i Juanem Manuelem Bellonem Lopezem), dz. I m. w Mancha Real (1999, wspólnie z Carlosem Matamorosem Franco i Juanem Mellado Trivino) oraz II m. w turnieju Premier memoriału Jose Raula Capablanki w Hawanie (2004, za Romanem Slobodjanem).
Najwyższy ranking w karierze osiągnął 1 lipca 1986 r., z wynikiem 2470 punktów zajmował wówczas 4. miejsce wśród kubańskich szachistów.